# S-210ロケット
S-210ロケットは東京大学宇宙航空研究所（現JAXA宇宙科学研究所）が開発し、日産自動車航空宇宙事業部が製造した単段式で固体燃料を用いた観測ロケットである。

## 概要
安価な観測ロケットを目指すIX計画（Inexpensive計画）において電離層観測のために100km以上の高度性能をもつものとして開発されたのがS-210ロケットである。プロトタイプや南極仕様等のバリエーションが存在し、合計49機が打ち上げられた。

## バリエーション

### PT-210
S-210ロケットのプロトタイプ。PT-210の1号機が1966年（昭和41年）春に2号機が1967年（昭和42年）夏に打ち上げられた。1、2号機がともに燃焼終了末期に異常を起こしたが、S-210 1号機では改善された。"PT"は"Performance Test"の略。

### S-210
径210mmの汎用小型観測ロケットである。1969年（昭和44年）から1984年（昭和59年）まで鹿児島宇宙空間観測所から13機が打ち上げられた。
主要諸元
- 全長：5,200mm
- 直径：210mm
- 全備重量：260kg
- 到達高度：110km
- ペイロード：40kg
- 燃焼時間：17秒

### S-210JA
S-210を南極用に仕様変更したもの。国立極地研究所によって昭和基地から31機が打ち上げられた。"JA"は"Japanese Antarctic"の略。
主要諸元
- 全長：5,270mm
- 直径：210mm
- 全備重量：260kg
- 到達高度：130km
- ペイロード：20kg

### TT-210
N-Iロケット運用初期にレーダ追尾系の総合的機能の確認を目的として、S-210にN-Iロケット用レーダトランスポンダを搭載し開発された。宇宙開発事業団 (NASDA) によって1975年（昭和50年）から1976年（昭和51年）にかけて3機が打ち上げられた。より高機能なTT-500ロケットの運用開始に伴い運用を終了した。
| 号番  | 飛翔日時 (JST) | 飛翔日時 (JST) | 飛翔日時 (JST) | 場所                       | 目的                           |
| ----- | -------------- | -------------- | -------------- | -------------------------- | ------------------------------ |
| 1号機 | 1975年         | 8月17日        | 15:00          | 種子島宇宙センター竹崎射場 | レーダ追尾系の総合的機能の確認 |
| 2号機 | 1976年         | 1月27日        | 15:00          | 種子島宇宙センター竹崎射場 | レーダ追尾系の総合的機能の確認 |
| 3号機 | 1976年         | 9月24日        | 10:30          | 種子島宇宙センター竹崎射場 | レーダ追尾系の総合的機能の確認 |